# Casa des de Trageta
Casa des de Trageta és una obra del poble de Bagergue, al municipi de Naut Aran (Vall d'Aran) inclosa a l'Inventari del Patrimoni Arquitectònic de Catalunya.

## Descripció
Aquesta porta doble correspon a l'entrada d'una casa. Els brancals i l allinda sós de pedra bona. La porta presenta una alçada d'1,92m i una amplada d'1,39m. Com se sol fer en aquest estil els brancals porten un xafrà parat a la part baixa, i la llinda, també amb un xafrà, porta un escrit en dues línies (mal gravades):
A la part més alta es pot llegir la data de 1652
i a la part de la dreta porta el nom de PHELIP MOLA